# Clotrimazol
El clotrimazol (nombre comercial Canesten o Clotrimin) es un medicamento antimicótico comúnmente usado para el tratamiento de infecciones (de humanos como de otros animales) tales como las infecciones vaginales por levaduras de pan y   dermatofitosis (tiña). También se utiliza para tratar el pie de atleta y tinea cruris. El clotrimazol se descubrió en 1969. Está en la Lista de medicamentos esenciales de la Organización Mundial de la Salud. Está disponible como medicamento genérico.

## Usos médicos
El clotrimazol está comúnmente disponible como una sustancia de venta libre en diversas formas de dosificación, tales como en crema, y también (especialmente en el caso de infecciones del oído) en una combinación de medicamentos. También está disponible como pastillas de garganta (sólo con receta médica). Para infecciones de oído, el clotrimazol se aplica usualmente en forma líquida, como gotas óticas. Las infecciones por hongos pueden ser lentas en su recuperación, por lo que el curso normal para un agente antimicóticos es, en general, más largo que los típicos 3-7 días de un antibiótico. El clotrimazol también se encuentra comúnmente en combinación con betametasona, conocido como Lotriderm, para añadir propiedades esteroideas. Además, el clotrimazol es usado para tratar la deformación de las células (relacionados con la anemia de células falciformes) mediante el bloqueo de los canales iónicos en la membrana de los glóbulos rojos, manteniendo los iones y el agua dentro de la célula.

## Mecanismo de acción
El mecanismo principal de acción del clotrimazol es la inhibición de la división y crecimiento de hongos . El clotrimazol altera la permeabilidad de la pared celular fúngica e inhibe la actividad de enzimas dentro de la célula. Impide la síntesis de ergosterol debido a la inhibición de la enzima CYP53 (14-alfa desmetilasa). Estudios demuestran que las concentraciones mínimas de clotrimazol causan la fuga de compuestos de fósforos intracelulares hacia el medio ambiente junto con la descomposición de los ácidos nucleicos celulares y una aceleración en la salida de K+. Esto conduce finalmente a la muerte de la célula. No se propaga apreciablemente a través del cuerpo del usuario, pero se mantiene en el punto de aplicación.

## Interacciones con otros medicamentos
Existe el potencial de interacciones farmacológicas con el clotrimazol oral, ya que es un potente inhibidor específico del citocromo P450 oxidasa y podría alterar el metabolismo de otros medicamentos.
Disminuye el efecto hipoglucemiante.

## Efectos secundarios
Los efectos secundarios incluyen perdida de la sensibilidad, en casos desfavorables erupción cutánea, urticaria, ampollas, ardor, picazón, descamación, enrojecimiento, hinchazón, dolor u otro signo de irritación de la piel.
Para el caso de otitis y solución tópica (gotitas), el dolor puede ser bastante intenso.

## Producción

Síntesis de Clotrimazol.

La alquilación de imidazol (1) con cloruro de o-clorotritilo (2) en acetona, con trietilamina como la base produce clotrimazol (3) .

## Impacto ambiental
Algunas investigaciones sugieren que, en combinación con otros productos químicos comúnmente usados, el clotrimazol tiene efectos negativos en el medio ambiente oceánico, en particular las microalgas.